# Tepuihyla aecii
Tepuihyla aecii är en groddjursart som beskrevs av Ayarzagüena, Señaris och Stefan Gorzula 1993. Tepuihyla aecii ingår i släktet Tepuihyla och familjen lövgrodor. IUCN kategoriserar arten globalt som otillräckligt studerad. Inga underarter finns listade i Catalogue of Life.